# The Merrymakers
The Merrymakers var ett svenskt popband bestående av Anders Hellgren och David Myhr (originalsättningen bestod av Thomas Nyström, Patrik Bergman, Kenneth Berg, David Myhr och Peter Arffman). De har gjort musik tillsammans sedan 1990-talet. Bland deras mest kända verk kan nämnas "Andrew's Store", "No Sleep 'til famous" och "Bubblegun". De har även skrivit och producerat musik för Puffy AmiYumi, Dorian Gray och Yuko Yamaguchi. De har nämnt bland annat The Beatles, Abba och Depeche Mode som sina största influenser. De spelar även i gruppen Super Trouper, ett hyllningsband till Abba.
Thomas Nyström skrev och producerade halva första albumet Andrew's Store men lämnade gruppen 1993 för att jobba med en soloskiva. Första singeln "De bästa minnena" släpptes 1999 och testades på Svensktoppen följt av fyra singlar till och ytterligare två Svensktoppstester: "Djupt i mitt hjärta" och "Ängel utan vingar". Nyströms soloalbum Ett blått hjärta släpptes sedan 2004 i Sverige och övriga Skandinavien. Thomas Nyström har samarbetat med låtskrivare som Py Bäckman, och han har även spelat med och producerat Nicolai Dunger.
Gruppen splittrades år 2010. David Myhr lanserade 2012 sitt första soloalbum – Soundshine.

## Diskografi

### Svenska singlar
- 'Andrew's Store / It's alright / I need something / Making History' 1992
- 'Nobody there / I won't let you down' 1993
- 'Magic Circles / Here for you' 1993
- 'Spinning My Mind Away / Love (you can make it alright)' 1995
- 'Monument of Me / Still someone to you' 1995
- 'Aeroplane / Jetlag / Parachute' 1996
- 'Monkey In The Middle / Coming Home / Superstern / The Prettiest Star' 1997
- 'Saltwater Drinks / Sad / Saltwater Drinks (Remix)' 1998
- 'April's Fool / (Hit Vision's radio edit) / (Hit Vision's dance mix) / (Instrumental fool)' 1998

### Internationella singlar
- 'Monument of Me / Parachute / Love (you can make it alright) / Monument of Me (Karaoke version)' 1997
- 'Smiling In The Sky (Japanese promotional single)' 1997
- 'Superstar / Superstern / Superstar (karaoke)' 1997
- 'Troubled times (American promotion single)' 1998

### Svenska album
- No Sleep 'Til Famous 1995
- Bubblegun 1998

### Internationella albumversioner
- No Sleep 'Til Famous (Japan) 1997
- Bubblegun (Japan) 1997
- Andrew's Store (Japan) 1997
- Bubblegun (USA) 1999

### Samlingar
- Now 6 (Japan) 1997
- Now 8 (Japan) 1998